# ꭑ
Cette page contient des caractères spéciaux ou non latins. S’ils s’affichent mal (▯, ?, etc.), consultez la page d’aide Unicode.
Le ꭐ, appelé ui culbuté, est une lettre additionnelle latin utilisée dans l’alphabet Anthropos.

## Utilisation
Dans l’alphabet Anthropos révisé de 1924, ui culbuté ‹ ꭑ › représente une voyelle fermée centrale non arrondie [ɨ], par exemple dans le y du polonais syn, le ы du russe рыба ou le â et î du Roumain întâlnire. Dans l’alphabet Anthropos de 1907, celle-ci était représentée avec une i tréma ‹ ï ›.

## Représentations informatiques
Le ui culbuté peut être représenté avec les caractères Unicode (Latin étendu E) suivant :
| formes    | représentations | chaînes de caractères | points de code | descriptions                       |
| --------- | --------------- | --------------------- | -------------- | ---------------------------------- |
| minuscule | ꭑ               | ꭑ                     | U+AB51         | lettre minuscule latine ui culbuté |